# Bari (traghetto)
Il Bari è stato un traghetto, appartenuto alla compagnia di navigazione greca Ventouris Ferries dal 2010 al 2021.

## Servizio
Varato il 5 dicembre 1979 nel cantiere navale Harland and Wolff di Belfast con il nome di St Anselm e consegnato il 22 ottobre 1980 alla Sealink British Rail, prende servizio il 27 ottobre nei collegamenti tra Dover e Calais.
Dal 18 al 20 dicembre 1980 viene impiegato nei collegamenti tra Dover e Boulogne.
Da settembre ad ottobre 1981 esegue una traversata notturna al giorno tra Dover ed Ostenda.
Da gennaio a marzo 1982 viene sottoposto a lavori di ampliamento della poppa nel cantiere navale di costruzione Harland and Wolff di Belfast, durante i quali viene aumentata la capacità passeggeri.
Dal 28 al 30 marzo 1983 opera nei collegamenti tra Fishguard e Dun Laoghaire. Dal giorno successivo torna in servizio sulla Dover-Calais.
Nel gennaio del 1986 opera come traghetto merci nei collegamenti tra Dover e Dunkerque. Dal 14 marzo torna regolarmente sulla propria rotta.
Nel gennaio del 1990 viene venduto alla Stena Line  e, trasferito sotto le insegne della Sealink Stena Line, prende servizio l'11 febbraio nei collegamenti tra Folkestone e Boulogne.
Dal 6 al 12 giugno 1990 opera nei collegamenti tra Dover e Calais.
Il 19 settembre 1990 scoppia un incendio nella sala macchine del traghetto, che, parzialmente danneggiato, viene trasferito in cantiere a Wallsend, dove viene riparato. 
Nell'ottobre successivo, durante i lavori di riparazione, viene ribattezzato Stena Cambria.
Dal 17 novembre torna in servizio nei collegamenti tra Fishguard e Rosslare.
Dal 9 al 29 dicembre 1990 viene impiegato nei collegamenti tra Dover e Calais.
Dal 7 gennaio al 14 marzo 1991 opera nei collegamenti tra Holyhead e Dun Laoghaire.
L'11 febbraio 1991 si arena al largo di Holyhead e, una volta liberato, viene trasferito in cantiere a Birkenhead, dove viene riparato. Il 19 febbraio torna regolarmente in servizio.
Dal 15 marzo all'aprile del 1991 opera nei collegamenti tra Stranraer e Larne. Dal 4 aprile opera in quelli tra Dover e Calais.
L'11 luglio 1991 torna in servizio nei collegamenti tra Holyhead e Dun Laoghaire.
Dal 29 luglio all'agosto del 1992 viene impiegato come traghetto merci sulla Stranraer-Larne.
Dopo una breve sosta in cantiere per alcuni problemi ai mototi, il 21 agosto torna in servizio sulla Holyhead-Dun Laoghaire.
Dal 31 ottobre al novembre del del 1992 opera nei collegamenti tra Fishguard e Rosslare.
Dal 29 gennaio al 25 marzo 1994 opera nei collegamenti tra Dover e Calais. Il 28 marzo torna in servizio sulla Holyhead-Dun Laoghaire.
Il 16 gennaio 1996 viene trasferito sulla Dover-Calais, dove opera in coppia con lo Stena Empereur.
Il 16 giugno 1996 entra in collisione con la diga foranea del porto di Dover e viene riparato a Dunkerque. Il 28 giugno torna regolarmente in servizio.
Dall'11 febbraio al 24 marzo 1997 opera nei collegamenti tra Dieppe e Newhaven. 
Dal 26 marzo al 3 maggio 1997 opera nei collegamenti tra Holyhead e Dun Laoghaire.
Il 13 maggio 1997 torna in servizio sulla Dover-Calais. 
Il 22 aprile 1998 prende servizio nei collegamenti tra Newhaven e Dieppe.
Il 2 febbraio 1999 viene disarmato a Zeebrugge e messo in vendita.
Nello stesso mese viene acquistato dalla spagnola Umafisa, dalla quale viene ribattezzato Isla de Botafoc il 18 febbraio, giorno della consegna del traghetto. Il giorno successivo salpa da Zeebrugge per Gijón, dove viene sottoposto a lavori di ristrutturazione. 
Il 18 novembre prende servizio nei collegamenti tra Ibiza e Barcellona.
Nell'ottobre del 2003, con l'acquisizione della Umafisa da parte della Baleària, passa sotto le insegne della nuova proprietà insieme al resto della flotta, continuando ad operare sulla stessa rotta.

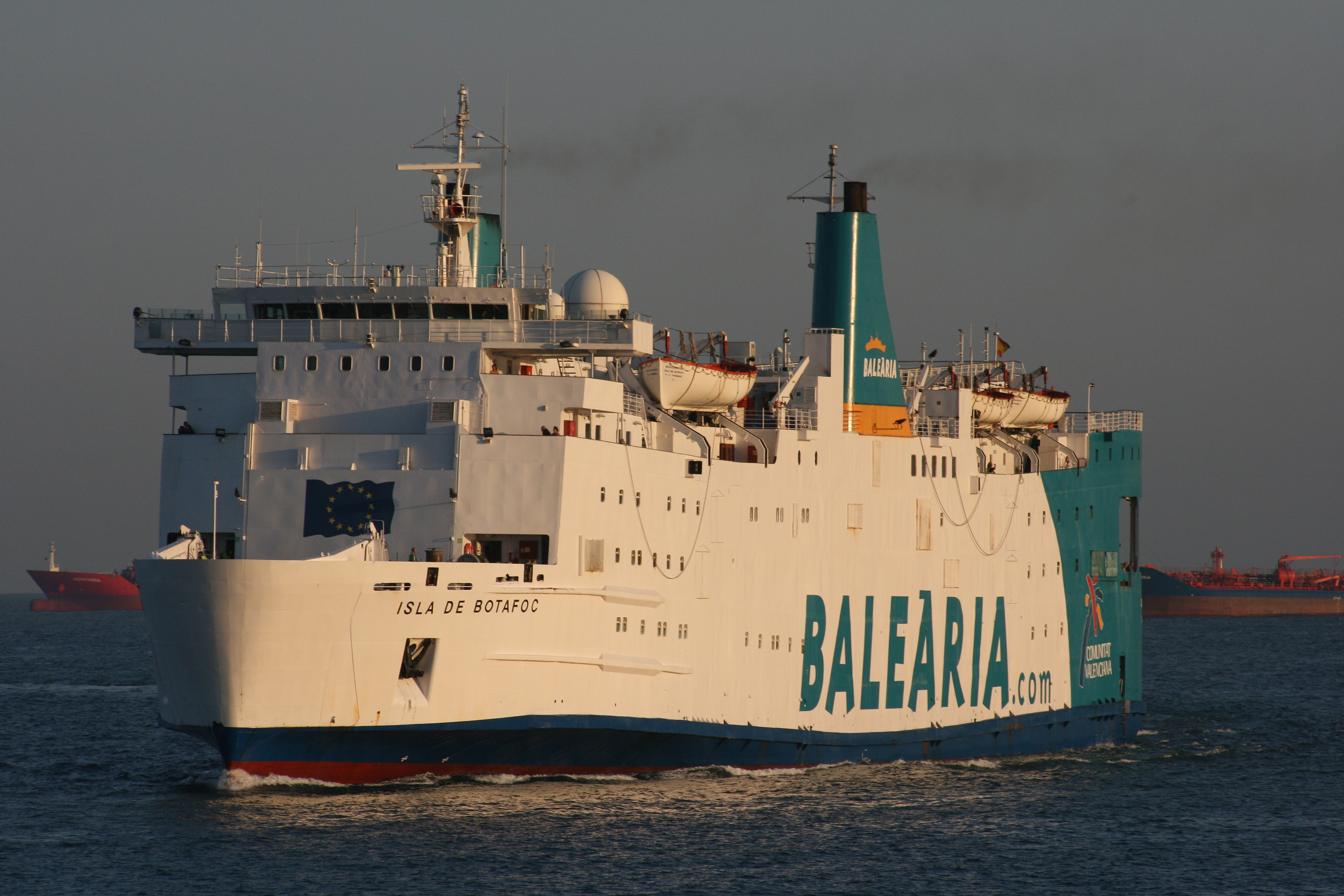
L'Isla de Botafoc in navigazione nel 2008.

Nel gennaio del 2009 viene trasferito nei collegamenti tra Dénia, Ibiza e Palma di Maiorca.
Nel gennaio del 2010 viene disarmato a Dénia e messo in vendita.
Nel marzo del 2010 ne viene annunciata la vendita ai cantieri di demolizione indiani. Ad aprile viene ribattezzato Winner 9. 
Tuttavia, pochi giorni prima della partenza per l'India, viene acquistato dalla Ventouris Ferries ed il 15 aprile salpa da Dénia per Igoumenitsa, dove, giunto quattro giorni dopo, viene sottoposto a profondi lavori di ristrutturazione. 
Il 30 aprile viene ribattezzato Bari ed il 7 giugno viene trasferito a Perama per ulteriori lavori di ristrutturazione.
Terminati i lavori, il 23 giugno salpa dal Pireo per Bari e due giorni dopo prende servizio nei collegamenti tra Bari e Durazzo.
Negli anni, ha operato saltuariamente anche nei collegamenti tra Bari, Corfù, Igoumenitsa, Cefalonia e Zante. 

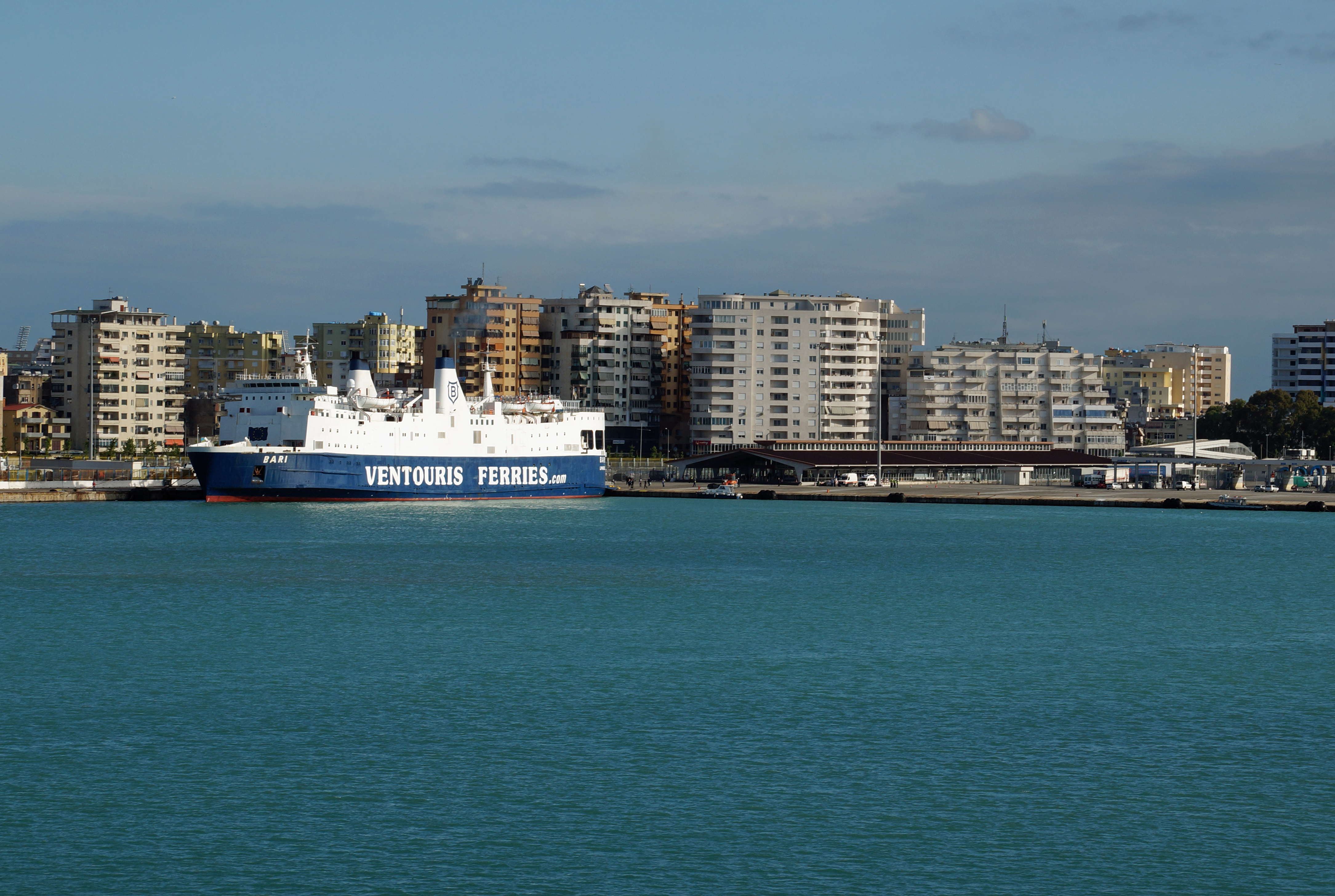
Il Bari ormeggiato a Durazzo nel 2016.

Nel settembre del 2021 ne viene annunciata la vendita per demolizione ai cantieri indiani di Chittagong e, ribattezzato Altair il 16 settembre, salpa il 5 ottobre successivo da Durazzo, giungendo in India il 3 dicembre.

## Navi gemelle
- Morocco Sun
- Port Link
- European Star